# إيفيلين بوبوف

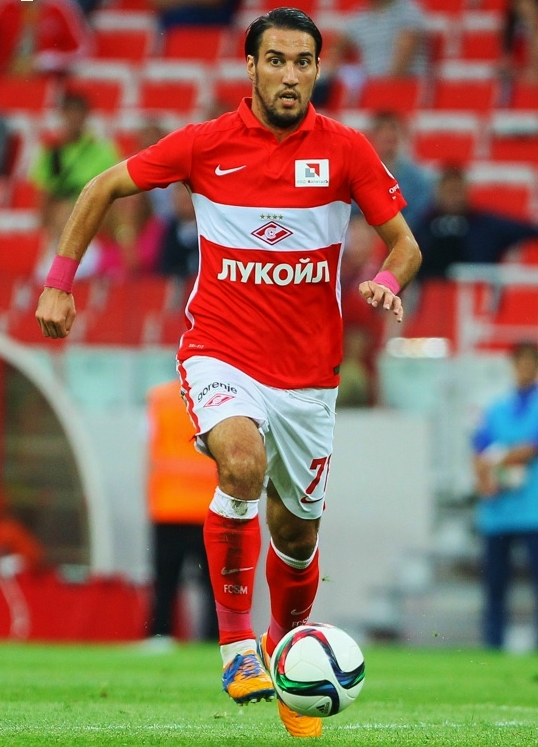

إيفيلين إيفانوف بوبوف (بالبلغارية: Ивелин Попов)‏ (مواليد 26 أكتوبر 1987 في صوفيا) لاعب كرة قدم بلغاري دولي يجيد اللعب في مركز المهاجم الثاني كما يجيد اللعب في مركز الجناح . يلعب حاليا لصالح نادي جازيانتيب سبور التركي منذ عام 2010 .

## روابط خارجية
- إيفيلين بوبوف على موقع الاتحاد الأوربي (الإنجليزية)
- إيفيلين بوبوف على موقع اتحاد تركيا (لاعب) (الإنجليزية)
- إيفيلين بوبوف على موقع قاعدة بيانات كرة القدم.إي يو (الإنجليزية)
- إيفيلين بوبوف على موقع ناشيونال فوتبول تيمز (الإنجليزية)
- إيفيلين بوبوف على موقع Soccerway.com (الإنجليزية)
- إيفيلين بوبوف على موقع عالم كرة القدم.نت (الإنجليزية)
- إيفيلين بوبوف على موقع AS.com (الإسبانية)